# Physocephala laeta
Physocephala laeta är en tvåvingeart som beskrevs av Becker 1913. Physocephala laeta ingår i släktet Physocephala och familjen stekelflugor. Inga underarter finns listade i Catalogue of Life.